# Islândia na Segunda Guerra Mundial

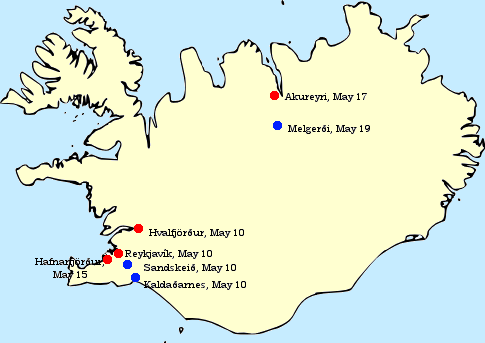
Primeiros alvos britânicos para a invasão em 1940.

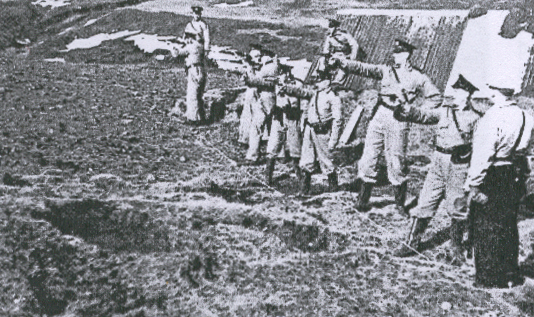
Treinamento de soldados islandeses em 1940

No começo da Segunda Guerra Mundial, a Islândia era um reino soberano em uma união pessoal com a Dinamarca, com o rei Cristiano X como chefe de estado da união. A Islândia permaneceu oficialmente neutra durante o conflito mundial. No entanto, os britânicos invadiram a Islândia em 1940. A 7 de julho de 1941, a defesa da ilha foi transferida da Grã-Bretanha para os Estados Unidos, que ainda era um país neutro. Em 17 de junho de 1944, a Islândia dissolveu sua união com a Dinamarca e a monarquia dinamarquesa através de um referendo, declarando-se uma República que permanece até hoje.

## Antecedentes
O governo britânico ficou preocupado com o crescente interesse da Alemanha Nazi na Islândia nos antecedentes do conflito. Quando a guerra começou, a Dinamarca e a Islândia declararam neutralidade e limitaram as visitas à ilha por navios e aeronaves militares dos beligerantes.

### Neutralidade
Durante a ocupação alemã da Dinamarca, o contato entre a Dinamarca e a Islândia quebrou. O Reino da Islândia declarou-se neutro, limitou as visitas de navios de guerra de países do conflito e impôs a proibição de aeronaves beligerantes dentro do seu território e espaço aéreo.
Após a invasão da Dinamarca em 9 de abril de 1940, a Islândia abriu uma legação na cidade de Nova York. A Islândia, no entanto, ao contrário da Noruega, não aplicou rigorosamente as limitações dentro de suas águas territoriais e até mesmo cortou o financiamento para a Guarda Costeira Islandesa. Muitos navios mercantes do Eixo que buscavam abrigo nas águas neutras ao redor da Islândia foram afundados por navios de guerra Aliados.

## Invasão
Os britânicos impuseram controles rígidos de exportação de produtos islandeses, como parte de seu bloqueio naval. Londres ofereceu assistência à Islândia, buscando cooperação "como beligerante e aliada", mas Reiquiavique recusou e reafirmou sua neutralidade. A presença diplomática alemã na Islândia, juntamente com a importância estratégica da ilha, preocupou os britânicos. Após algumas tentativas frustradas de persuadir o governo islandês por meios diplomáticos a se juntar aos Aliados e se tornar um co-beligerante na guerra, os britânicos invadiram a Islândia a 10 de maio de 1940, um mês após a invasão alemã da Dinamarca. A força inicial de 746 fuzileiros navais comandados pelo Coronel Robert Sturges foi substituída a 17 de maio por duas brigadas do exército. Em junho, os primeiros elementos da Força "Z" chegaram do Canadá para substituir os britânicos, que retornaram para a defesa do Reino Unido. Três batalhões canadenses guarneceram a ilha até serem retirados para a defesa do Reino Unido em 1941 e substituídos.
A 7 de julho de 1941, Presidente Roosevelt anunciou ao Congresso dos Estados Unidos que forças americanas tinham desembarcado na Islândia como forma de impedir que as forças alemãs tomassem o controlo das rotas marítimas e aéreas vitais do país. A posição estratégica da Islândia nas rotas marítimas do Atlântico Norte, perfeita para bases aéreas e navais, pode trazer nova importância à ilha. A 1ª Brigada de Fuzileiros Navais, composta por aproximadamente 4.100 soldados, guarneceu a Islândia até o início de 1942, quando foi substituída por tropas do Exército dos EUA.
A Islândia cooperou com os britânicos e com os americanos, mas permaneceu oficialmente neutra durante toda a Segunda Guerra Mundial. Alguns historiadores desenvolveram a "teoria do abrigo", que afirma que países pequenos como a Islândia, além das alianças comuns, formam relações ou "procuram abrigo" com países maiores e instituições internacionais para compensar as vulnerabilidades inerentes a uma pequena área geográfica.

## A vida na Islândia ocupada
Muitas das tropas britânicas de ocupação permaneceram na cidade de Reiquiavique, causando muita perturbação social entre os locais. Acredita-se que mulheres e jovens tenham tido relações sexuais com os soldados britânicos. Os relatórios também mostraram um aumento na prostituição. Essa interação também causou alguma hostilidade entre os soldados de ocupação e os homens islandeses. A interação em larga escala entre jovens mulheres islandesas e soldados ficou conhecida como Ástandið ("a condição" ou "situação"). Muitas mulheres islandesas se casaram com soldados aliados e posteriormente tiveram filhos, muitos dos quais tinham o patronímico Hansson (hans significa "seu" em islandês), que era usado porque o pai era desconhecido ou tinha deixado o país. Algumas crianças nascidas como resultado do Ástandið têm sobrenomes ingleses.

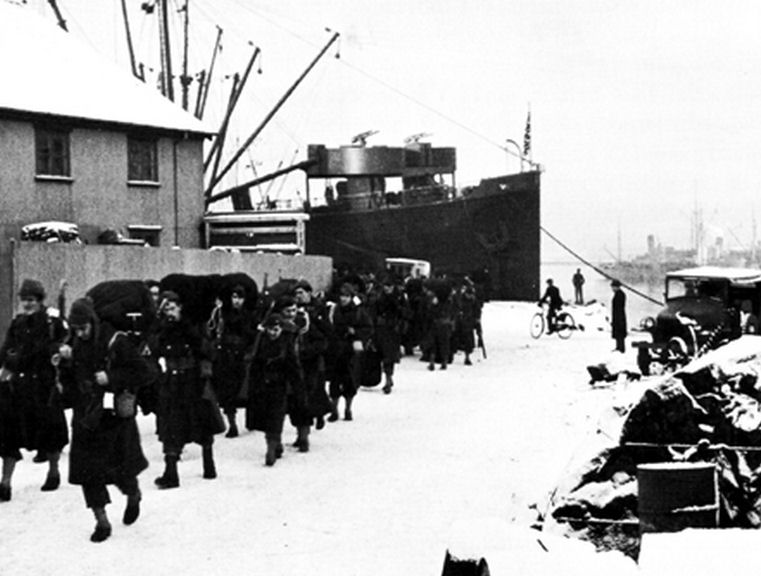
Chegada das tropas dos EUA à Islândia em janeiro de 1942

Durante a guerra, minas flutuantes se tornaram um problema sério para os islandeses, assim como para as forças aliadas. O primeiro grupo islandês de eliminação de engenhos explosivos foi treinado em 1942 pela Marinha Real para ajudar a lidar com o problema. As forças britânicas também forneceram à Guarda Costeira Islandesa armas e munições, como cargas de profundidade para uso contra submarinos do Eixo. Durante a guerra, minas à deriva e submarinos alemães danificaram e afundaram vários navios da Islândia, resultando na perda de várias vidas. Em 1944, a Inteligência Naval Britânica construiu um grupo de cinco estações de orientação sem fio Marconi na costa oeste da capital islandesa. As estações faziam parte de um anel de grupos semelhantes localizados ao redor do Atlântico Norte para localizar transmissões sem fio de submarinos alemães.
A 10 de Fevereiro de 1944, um Focke-Wulf Fw 200 Condor do KG 40, estacionado na Noruega, afundou o petroleiro britânico SS El Grillo em Seyðisfjörður.
A 17 de junho de 1944, Islândia dissolveu sua união com a Dinamarca e declarou-se uma república.

## Baixas
Aproximadamente 230 islandeses morreram nas hostilidades da Segunda Guerra Mundial. A maioria das mortes resultaram de navios de carga e de pesca afundados por aeronaves, submarinos e minas alemães.

## Consequências e legado
A presença de tropas britânicas e americanas na Islândia teve um impacto duradouro no país. Projetos de engenharia, iniciados pelas forças de ocupação, especialmente a construção do Aeroporto de Reykjavík, trouxeram muito emprego para os locais. Este era o chamado Bretavinna ou “trabalho britânico”. Além disso, os islandeses tinham uma fonte de receita exportando peixes para o Reino Unido.
Vários jornais britânicos da época apresentavam notícias da Islândia, incluindo visitas de Lord Gort em 1940 e de Winston Churchill em 1941, após a Carta do Atlântico.
Atlantic Convoy foi um filme americano de 1942 sobre patrulhas navais durante a Batalha do Atlântico.
O único outro filme feito neste período e sobre a guerra, foi um musical chamado Islândia. O musical não foi filmado particularmente sobre o país. Muitos anos depois, um documentário em duas partes foi lançado chamado Anos de Ocupação 1940-1945. Este documentário examina como a Segunda Guerra Mundial afetou a Islândia, usando imagens de arquivo e entrevistas para avaliar o impacto. Os cineastas estavam preocupados que a Segunda Guerra Mundial não fizesse parte da memória do país e que o conflito e seus impactos na Islândia fossem esquecidos. O objetivo do filme era então preservar a história da guerra e da invasão e ocupação dos britânicos e americanos.